# Vorkalkulation
Die Vorkalkulation (oder: Angebotskalkulation) ist in der Betriebswirtschaftslehre eine Form der Kalkulation, die vor der Annahme einer Anfrage, eines Auftrags (Kundenauftrag) oder einer Bestellung von Unternehmen erstellt wird. Gegensatz ist die Nachkalkulation.

## Allgemeines
Der betriebliche Produktionsprozess kann nur dann das Unternehmensziel der Gewinnmaximierung/Kostendeckung erfüllen, wenn die Kosten- und Erlösrechnung auch erwartete Kosten und erwartete Erlöse vor Produktionsbeginn oder Auftragsannahme liefert. Die Vorkalkulation benötigt solche erwarteten Kosten, ist zeitlich vor dem Beginn der Produktion angesiedelt und bezieht sich stets auf Kundenanfragen, für die Angebote erstellt werden.
Eine Vorkalkulation gibt es nur in Unternehmen, die auftragsbezogen produzieren (Build-to-Order) und keine Lagerbestände vorhalten (Einzelfertigung) wie beispielsweise Bauwirtschaft (Hoch-, Tief-, Straßen- und Wegebau), Dienstleistungsunternehmen, Flugzeugbau, Handwerk, Maschinenbau oder Schiffsbau. Die Vorkalkulation dient ferner in der Serienfertigung während der Einführungsphase neuer Produkte zur Berechnung der Herstellungskosten und des Verkaufspreises. Ist ein Produkt erst einmal eingeführt, kann man sich oft auf die Nachkalkulation beschränken. In der Massenproduktion gibt es dagegen keine Vorkalkulation.

## Kalkulationsschema
Das Schema einer Vorkalkulation unterscheidet sich formal nicht von einer regulären Kalkulation:
```
   
Materialkosten

   + 
Personalkosten

   + 
Abschreibungen

   + 
Zinsaufwand

   + sonstiger betrieblicher 
Aufwand

   = 
Selbstkosten

   + 
Ertragsteuern

   + 
Gewinnmarge

   = 
Verkaufspreis
 (netto)
```

Der materielle Unterschied zur (Nach-)Kalkulation besteht darin, dass die Vorkalkulation ausschließlich auf Plankosten und Standardkosten aufbaut.

## Wirtschaftliche Aspekte
In der Auftragsfertigung kommt der Vorkalkulation eine hohe Bedeutung zu. Zweck einer Vorkalkulation ist die Ermittlung des Verkaufspreises. Weil die vorzukalkulierenden Produkte/Dienstleistungen noch nicht produziert wurden, müssen die Kosten durch Plankostenrechnung geschätzt (Plankosten, Standardkosten) und ex ante auf die Kostenträger verteilt werden. Da der Vorkalkulation Schätzungswerte zugrunde liegen, sind ihr gewisse Ungenauigkeiten inhärent. Der durch Vorkalkulation ermittelte Verkaufspreis kann dem Angebot zugrunde gelegt werden, das dem potenziellen Kunden auf seinen Auftrag oder seine Bestellung unterbreitet wird.
Nach der Auftragsabwicklung ist eine Nachkalkulation erforderlich, um Schätzungsfehler und andere Fehlerquellen sowie Unwirtschaftlichkeiten aufzuspüren und in Zukunft zu vermeiden.